# 三角滩电站水库
三角滩电站位于湖南省怀化市中方县，是一座以防洪、发电、灌溉为主的中型水库，库容约2438万立方米，水库坝高约23米。